# Hípies (tirà)
Hípies o Hípias (en grec antic Ἱππίας) va ser tirà d'Atenes de l'any 527 aC al 510 aC, quan Cleòmenes I d'Esparta va envair Atenes i va obligar Hípies a marxar. Formava part de la família dels Pisistràtides.

## Biografia
Hípies era el fill gran fill de Pisístrat, a qui va succeir conjuntament amb el seu germà Hiparc. En realitat era Hípies el que va exercir la direcció principal de l'estat i Hiparc, que es va dedicar especialment al mecenatge, va ser assassinat l'any 514 aC víctima d'un entramat amorós, per Harmodi i Aristogíton, segons explica Tucídides a la Història de la guerra del Peloponnès (I, 20). Hiparc estimava Harmodi, que estimava Aristogíton. Els dos amants van decidir acabar amb la vida d'Hiparc, i van caure morts immediatament a mans de la seva escolta.
Hípies va governar sol des d'aquell moment, i sembla que es va convertir en un governant amarg i cruel, fent executar un gran nombre de ciutadans i imposant durs impostos. La crueltat d'Hípies va crear malestar entre els seus súbdits, i quan va començar a perdre el control de la situació, va buscar el suport militar dels perses. Va aconseguir formar una aliança casant la seva filla, Arquedice, amb Eàntides, fill d'Hípocle, el tirà de Làmpsac. Aquesta relació amb Hípocle va ajudar a facilitar l'accés d'Hípies a la cort de Darios el Gran a Susa.
La família dels Alcmeònides d'Atenes, que Pisístrat havia enviat a l'exili l'any 546 aC, estava preocupada en veure que Hípies formava aliances amb la classe dominant persa i va començar a planejar una invasió per destituir-lo. El 510 aC Cleòmenes I d'Esparta va envair amb èxit Atenes i va fer presoner a Hípies a l'Acròpoli. També van prendre com a ostatges els fills dels Pisistràtides, obligant Hípies a deixar Atenes per poder-los recuperar amb seguretat.
Els espartans van pensar més tard que una Atenes lliure i democràtica seria perillosa per al poder espartà i van intentar que Hípies tornés per restablir la tirania. Hípies havia fugit a Pèrsia, i els perses van amenaçar d'atacar Atenes si no ho acceptaven. No obstant això, els atenesos van preferir continuar amb el règim democràtic malgrat el perill de Pèrsia.
Poc després va començar la Revolta Jònica, que va acabar l'any 494 aC, però Darios el Gran tenia la intenció de castigar Atenes pel seu paper en la revolta. El 490 aC Hípies, encara al servei dels perses, va animar Darios a envair Grècia i atacar Atenes. Quan Darios va iniciar la campanya, el mateix Hípies va acompanyar la flota persa i va suggerir Marató com el lloc on havia de començar la invasió persa de l'Àtica. Segons Heròdot, la nit abans que la flota persa arribés a l'Àtica, Hípies va somiar que tenia relacions sexuals amb la seva pròpia mare, un somni que el va animar molt, ja que va considerar com un presagi que recuperaria la possessió de la seva terra natal. Però quan va trepitjar el terreny grec, una de les seves dents, que la tenia fluixa a causa de la seva edat avançada, va caure a la platja. Hípies, consternat, va entendre que allò complia el significat real del seu somni: només recuperaria aquella petita mossegada del seu país natal.
Hípies va tenir cinc fills, tots ells junt amb altres Pisistràtides es van unir a l'exèrcit invasor de Xerxes I de Pèrsia el 480 aC. Mai més els Pisistràtides van tenir cap influència a Atenes. Es diu que Hípies va morir en el viatge de tornada de la batalla de Marató, a Lemnos.